# West Oakland (BART)
West Oakland es una estación en las líneas Dublin/Pleasanton–Daly City, Fremont–Daly City, Richmond–Millbrae y Pittsburg/Bay Point–SFO/Millbrae del BART, administrada por la Distrito de Transporte Rápido del Área de la Bahía. La estación se encuentra localizada en 1451 Seventh Street en Oakland, California. La estación West Oakland fue inaugurada el 21 de mayo de 1973.

## Descripción
La estación West Oakland cuenta con 2 plataformas laterales y 2 vías. La estación también cuenta con 156 de espacios de aparcamiento.

## Conexiones
La estación es abastecida por las siguientes conexiones de autobuses: 
- Rutas del AC Transit: Rutas 26, 31, 62 (local); 800 All Nighter (sentido este solamente).